# بيير فاتو
بيير جوزيف لوي فاتو (بالفرنسية: Pierre Fatou)‏ هو عالم رياضيات فرنسي.